# 2023년 루마니아 교사 파업
2023년 5월 22일에, 루마니아의 교육계에서 총파업이 선포되었다. 15만명의 교사들과 다른 6~7만 교직원 및 보조 인력이 참여하였으며, 이들은 교육계의 임금의 25퍼센트 인상을 요구하였다. 파업 동안에, 연대체와 교사들이 협상하는 여러번의 시도들이 있어왔는데 루마니아 정부, 뿐만 아니라 대통령 클라우스 이오하니스와의 협상 말이다. 동시에 부쿠레슈티와 전국의 여러 다른 주요 도시에서 집회가 열렸다.
2023년 6월 12일에, 연대체들은 총파업의 중단을 발표했는데, 수일 전에 제출된 임금 인상에 대한 그들의 요구안들이 그동안 있었던, 정부 긴급 명령을 통해 받아들여진다면 말이다. 
그 파업은 1999년, 2000년, 그리고 2005년에 선포된 이전 파업들과 더불어서, '루마니아 혁명' 이후로 교육계에서 네번째이고 6학년 시험의, 뿐만 아니라 2023년도 바칼로레아의 구두 시험의 취소를 가져왔다.

## 배경
이 파업은 경제적으로 평균 위치에 있는 교사가 임금을 상대적으로 낮게 받는 것이 계기가 되어 발생하였다. 루마니아의 다른 직업에 비해 교사들의 임금은 매우 낮다. 루마니아의 교사는 매년 평균 39,504 레이를 얻는다. 평균적으로 루마니아의 교사는 10년 근무 후에, 매년 50,897레이(10,342유로)를 벌 수 있고 15년 근무 후에 교직원은 매년 53,943레이(10,961유로)를 벌 수 있다.
총파업 전에, 두 시간 경고 파업이 5월 17일에 짧게 선포되었다. 일주일 후에, 거의 만명의 교사들이 부쿠레슈티의 교육 연대체가 조직한 행진에 참여하였다.

## 경과

### 5월 22일 – 6월 1일
루마니아 교육계에서 전국 총파업을 교육 연대체는 발표했는데 약 15만 교사들과 다른 6 - 7만 교육 및 보조 인력이 참여한, 저임금 때문에, 동유럽 일광절약시간제(Eastern European Summer Time) 5월 22일 오전 8시에 시작한 총파업인데, 지난 날에 교육계와 정부 간의 실패한 협상 이후에 말이다. 요구들은 신규 교사들에게 세후稅後 4천 레이로, 퇴직 교사들에게 경력을 존중하여 세후 7천 레이로 임금을 올리는 것을 포함하는데, 그 제안은 루마니아 정부에 의해 “실행하기에 절대적으로 매우 어렵”다고 받아들여지는데, “예산 적자를 심화할, 임금 인상에 따른 유럽 펀드의 손실”을 언급하면서 말이다. 
그럼에도 불구하고, 총파업은 5월 22일 넘어서까지 지속되었다. 다음날에, 부모학생 연합 대표들과 총리 니콜라에 치우커 간의 회의가 있었는데, 그것 이후에 후자는 요구들이 7월에 종료될 단일임금법에서 실행될 것이라고 말했다. 
5월 24일에, 연대체들은 정부와 새 협상을 시도했다. 6월에 천 레이라는 액수를 그리고 10월에 또 천5백 레이를 교사들에게 준다고 정부는 제안했지만, 이 제안은 연대체에 의해 거절되었는데, 대신에 12월까지 모든 교사에 대한 25퍼센트 인상을 요구하면서 말이다. 정부는 이 요구를 거절했는데, 임금 인상을 허용하는 방법은 현재의 임금법에서 없어졌다고 그리고 두 번의 인상wave으로 2천5백 레이의 상여금만 교사들이 받을 것이라고 주장하면서 말이다. 같은 날에, 루마니아 뉴스 방송 디지 24(집권 중인 ‘국가자유당’에 의해 경제적으로 지원을 받는다는 소문이 있는)는 그 투쟁이 러시아의 지원을 받는다고 주장했고, 다른 것이 다른 일부 루마니아 언론에 의해 비판받았다. 
5월 28일에 “스피루 하렛” 교사노조연대의 위원장, 마리우스 니스토르는, 총파업이 이주일 간 지속될 것이라고 말했는데, 5월 30일에 부카레스트에서의 대규모 집회를 알리면서인데, 거기에 2만 명의 사람들이 참여할 것으로 예상되었다. 동시에, 여러 다른 주요 도시들에서 투쟁이 있었는데, 알바 이울리아, 브래샤브, 브러일러, 타구 지우 그리고 티미소아라를 포함해서 말이다. 만 명 이상의 교사들이 코트로세니 궁전으로 행진했다. 그러는 동안에, 노조와 교사들이 대통령 클라우스 요하니스와의 대화를 요구했는데, 그 제안을 그가 받아들였다. 그럼에도 불구하고, 대파업이 지속된다고 교사들은 발표했다. 
5월 31일에, 급여 1000 레이 인상을 정부가 교사들에게 제안했는데, 이전과 이후 협상 사이의 새로운 시도 이후에 그랬는데, 2026년까지 교사가 원하는 수준으로의 단계적 급여 인상이 이후에 이어졌다. 다음날, 그 제안은 긴급 명령을 통해 정부에 의해 승인되었다. 하지만, 연대자들과 교사들은 이 제안도 거부했고, 총파업이 6월에도 지속될 것이라고 발표했는데, 더 짧은 기간에 적용되는 더 많은 임금 인상을 요구하면서 말이다. 
그 제안을 거부하는 연대자들과 교사들의 결정은 부모들의 비판을 불러왔는데, 특히 8학년과 12학년 학생들의 부모들이었는데, 곧 국가 시험을 치르는 학생들 말이다. 몰도바에서의 제2차 유럽정치공동체 정상회의에서, 클라우스 요하니스 대통령도 그 결정을 강하게 비판했다: "어떻게 누구라도 감히 국가 시험에 지장을 주는가?... 정부가 그들[교사들]에게 그들이 요구한 모든 것[임금 인상]을 준 다음에, 이제 무슨 이유로 파업이 지속되는가?"

### 6월 6일 ~ 12일
6월 6일부로, 약 52.8퍼센트의 교직원이 여전히 총파업 중이었는데, 그들 중 만5천 명이 그것을 포기하는 동안에 말인데, 교육부장관, 리지아 데카에 따르면 말이다. 6월 7일에, 마르첼 치올라쿠와 치우카 총리는 발표했는데 정부가 그것이 교육계의 임금 인상을 적용하는데 그것이 착수할 것이라는 양해각서를 채택할 것이라고 말이다. 그 동안에, 부모에 의한 시도가 있었는데 교육 연대체에 소송을 걸어서 총파업을 중단시키는 시도인데; 이 요구는 부카레스트 법원에 의해 거부되었다. 
6월 9일에, 수천 명의 교사들이 부카레스트의 승리 광장에서 한번 더 집회를 열었는데, 끝에 코트로세니 광장까지 행진하면서인데, 요하니스가 거기에 없고, 넵튠 여름 휴양지에 있다는 사실에도 불구하고 말이다. 동시에, 연대체들은 정부와 새로운 일련의 협상들을 시도했다. 정부는 2024년부터 더 많은 임금 인상을 제안했는데, 천오백 레이만큼의 순수 임금 인상과 함께였는데 2027년까지, 매해 10월에 한번 교사들에게 주어지는 임금 인상 말이다. 다음날에, 이 제안은 또한 연대체들에 의해 거부되었는데, 총파업이 사주 동안 계속된다고 비판받으면서인데, 2023년도의 ‘국가 평가’와 ‘바켈로리아’ 시험에 대한 계획을 위험하게 하면서 말이다. 
그 후, 6월 10일에, 연대체들은 발표했는데 25퍼센트 임금 인상안을 정부가 수용했다고 발표했는데, 2027년까지 교사 및 보조 직원에게 각각 매년 총 1500 레이를, 비교직원에게 매년 총 500 레이를 지급하면서인데, 2024년 1월 1일부터, 새로운 임금 수준에서의 첫 50퍼센트 인상분을 지급하는 것과 더불어 말이다. 다음날에, 연대체들은 파업이 지속될 것이라고 발표했는데 그 제안들이 정부 긴급 명령으로 문서화될 때까지 말이다. 
6월 12일에, 총파업의 중단을 연대체들은 발표했는데, 협상안들이 긴급 명령으로 정부에 의해 승인되는 조건에서인데, 중간에 이루어졌던 명령 말이다. 그 결정에 반대하는 교사들은 연대체들을 ‘배신’을 했다고 비난했다.

## 영향
5월 24와 25일로 처음에 계획된, 6학년 시험들이, 총파업 때문에 두 번 연기되어왔는데, 6월 11일의 그것들의 취소 전에 말이다. 
또한, 5월 31일에, 바켈로리아에 대한 접수 기간이 6월 9일까지 연장되었다. 6월 8일에는 바켈로리아의 구술 시험들이 당초 정해진 6월 12일에서, 6월 14일로 연기되는 일이 있었지만, 그것들도 6월 11일에 취소되었다. 

## 같이 보기
- 2017-2019년 루마니아 시위
- 2012-2015년 루마니아 불온사태